# Musée de la Légion d'honneur
Musée de la Légion d'honneur (česky Muzeum Čestné legie), celým názvem Musée national de la Légion d'honneur et des ordres de chevalerie (Národní muzeum Čestné legie a rytířských řádů) je národní muzeum v Paříži věnované rytířským a záslužným řádům, vyznamenáním a medailím, jak francouzským tak zahraničním. Muzeum se nachází v bočním křídle paláce Hôtel de Salm v 7. obvodu. V roce 2010 muzeum navštívilo 45 000 návštěvníků. Muzeum má výstavní plochu 1000 m2.

## Historie
Muzeum bylo založeno z iniciativy generála Augusta Dubaila, kancléře Čestné legie, a financováno ze sbírky mezi členy Čestné legie a oceněnými válečnými medailemi. Bylo otevřeno v roce 1925 v křídle postaveném v letech 1922–1925 na místě starých stájí paláce Salm, s výhledem na nádvoří Musée d'Orsay. Počáteční jádro sbírky tvořil fond kancléřství legie, doplněný později sbírkami národních muzeí, dary mnoha sběrateli a nákupy.

## Sbírky a expozice
Muzejní sbírka dnes čítá na 28 000 kusů, z nichž vystaveno je asi 10 000. Stálá expozice je rozdělena na jednotlivá témata:
- historie paláce a vznik muzea
- rytířské a náboženské řády
- francouzské královské řády
- Čestná legie a císařské řády
- zahraniční řády
- francouzské řády, vyznamenání a medaile od roku 1789 do současnosti

Muzeum rovněž pravidelně pořádá dočasné tematické výstavy.